# Công nghiệp điện lực

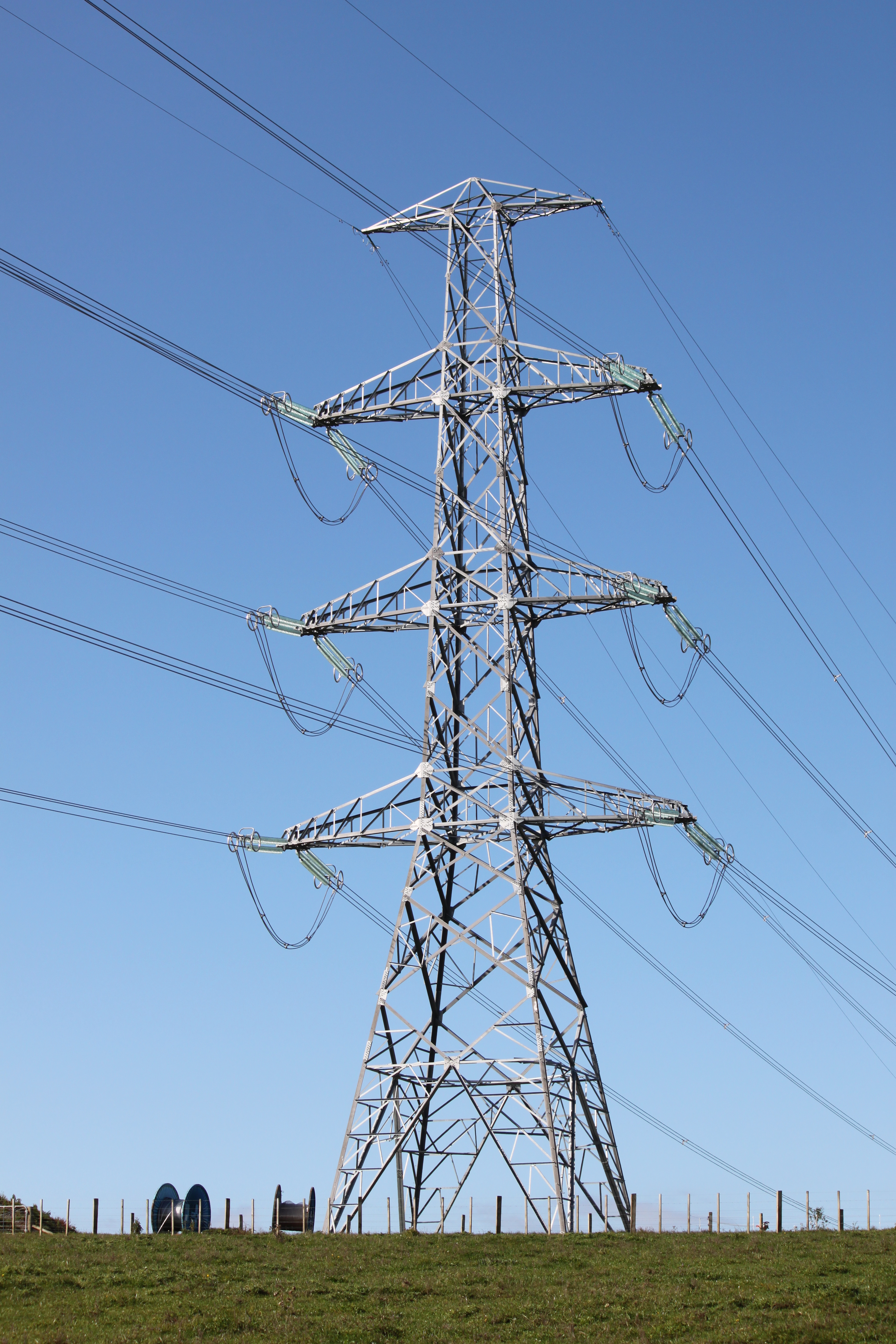
Điện năng được truyền dẫn trên cột điện cao thế giống như này, và bằng cả cáp điện cao thế dưới ngầm

Ngành công nghiệp điện lực, công nghiệp điện năng, gọi tắt là ngành điện, bao trùm các công đoạn sản xuất, truyền dẫn, phân phối và kinh doanh điện đối với toàn thể dân chúng cũng như các ngành nghề. Việc phân phối điện thương mại khởi đầu từ năm 1882 khi điện được sản xuất cho việc thắp sáng đèn điện. Trong hai thập niên 1880-1890, việc tăng trưởng kinh tế cũng như mối quan tâm đến vấn đề an toàn dẫn tới việc điều chỉnh cả ngành công nghiệp. Từng có thời điểm tính mới lạ đắt đỏ giới hạn cho hầu hết các khu vực dân cư đông đúc, nguồn điện năng an toàn và tiết kiệm trở thành mặt cốt yếu cho việc vận hành  theo quy chuẩn tất cả các bộ phận của nền kinh tế phát triển.